# Прыжки в воду на летних Олимпийских играх 2000 — синхронная вышка, 10 метров (мужчины)
Соревнования по синхронным прыжкам в воду с десятиметрвой вышки среди мужчин на летних Олимпийских играх 2000 прошли 23 сентября. Приняли участие 16 спортсменов из 8 стран.
Дмитрий Саутин стал двукратным олимпийским чемпионом. Первое золото он выиграл в 1996 году на вышке.

## Медалисты
| Золото                                  | Серебро                   | Бронза                              |
| Россия · Дмитрий Саутин · Игорь Лукашин | Китай · Тянь Лян · Ху Цзя | Германия · Ян Хемпель · Хайко Майер |

## Результаты

### Финал
23 сентября состоялся финал соревнований (по 5 прыжков). В соревнованиях приняли участие спортсмены 8 стран, которые стартовали сразу с финального раунда.
| Место | Спортсмены                               | 1     | 2     | 3     | 4     | 5     | Всего  |
| ----- | ---------------------------------------- | ----- | ----- | ----- | ----- | ----- | ------ |
| 1     | Дмитрий Саутин Игорь Лукашин (RUS)       | 58,20 | 52,80 | 82,80 | 83,52 | 87,72 | 365,04 |
| 2     | Тянь Лян Ху Цзя (CHN)                    | 55,20 | 53,40 | 88,32 | 74,70 | 87,12 | 358,74 |
| 3     | Ян Хемпель Хайко Майер (GER)             | 52,80 | 53,40 | 78,30 | 75,84 | 78,54 | 338,88 |
| 4     | Леон Тейлор Питер Уотерфилд (GBR)        | 48,60 | 52,20 | 77,22 | 77,52 | 79,80 | 335,34 |
| 5     | Мэттью Хелм Роберт Ньюбери (AUS)         | 52,80 | 49,20 | 69,30 | 76,80 | 85,14 | 333,24 |
| 6     | Александр Скрипник Роман Володьков (UKR) | 51,00 | 50,40 | 77,22 | 78,72 | 74,88 | 332,22 |
| 7     | Давид Пихлер Марк Руиз (USA)             | 52,80 | 52,20 | 71,10 | 76,23 | 69,36 | 321,69 |
| 8     | Жиль Эмптоз-Лакот Фредерик Пьерр (FRA)   | 49,80 | 51,60 | 72,00 | 65,70 | 75,84 | 314,94 |